# Chiesa di San Girolamo Emiliani (Roma)
La chiesa di San Girolamo Emiliani è un luogo di culto cattolico a Roma, nella zona Casal Morena, in via Bellico Calpurnio.

## Storia
La chiesa è sede dell'omonima parrocchia, Parrocchia San Girolamo Emiliani, eretta il 21 ottobre 1975 con il decreto del cardinale vicario Ugo Poletti Pastoris Aeterni, ed è affidata, sin dalla sua fondazione, alla cura pastorale della Provincia italiana dei chierici regolari di Somasca, detti Padri Somaschi.
Essa venne costruita tra la fine degli anni 80 e i primi anni 90 e fu consacrata dal cardinale vicario Camillo Ruini il 14 ottobre 1995. Ricevette la visita pastorale di papa Giovanni Paolo II il 1º dicembre 1996.

## Descrizione
La pianta della chiesa è ottagonale e nelle vetrate del portale d'ingresso sono rappresentati la Trinità, l'Annunciazione, san Pietro e san Paolo. Vi sono due cappelle laterali: quella del fonte battesimale e quella con il gruppo ligneo raffigurante san Girolamo Emiliani con la Madonna e alcuni orfanelli. Il tabernacolo si trova nella cappella del Santissimo, adiacente alla chiesa.